# 하비 크럼펫
하비 크럼펫(Harvie Krumpet)은 오스트레일리아에서 제작된 애덤 엘리어트 감독의 2003년 애니메이션 영화이다. 제프리 러쉬 등이 주연으로 출연하였고 Melanie Coombs 등이 제작에 참여하였다.

## 출연

### 주연
- 제프리 러쉬

### 조연
- 줄리 포사이스
- 존 플라우스